# Radłówka
Radłówka (niem. Hartelangenvorwerk, po wojnie przejściowo Biała Góra) – wieś w Polsce położona w województwie dolnośląskim, w powiecie lwóweckim, w gminie Lwówek Śląski. 
Radłówka to wieś leżąca na Pogórzu Izerskim, w Niecce Lwóweckiej, u południowo-wschodniego podnóża Twardziela, na wysokości około 220–230 m n.p.m.
W latach 1945–1954 siedziba gminy Radłówka. W latach 1975–1998 miejscowość administracyjnie należała do województwa jeleniogórskiego. Do wsi należy przysiółek Berlinek (niem. Ober Stamnitzdorf (do 1937 r.); w latach 1937–1945 Ober Hartelangenvorwerk).

## Historia
Wieś wymieniona w 1209 r. jako folwark przy wzgórzu Twardziel (niem. Harte). Bolesław II Rogatka w 1250 r. (według innych wersji Henryk II Pobożny w 1241 r.) podarował folwark w podzięce za służbę rycerzowi Henrykowi Długiemu (łac. Henrico Longo), od którego przydomka wieś wzięła najprawdopodobniej swoją niemiecką nazwę (niem. Lange Vorwerk). Po śmierci Henryka Długiego Radłówka prawdopodobnie wróciła pod bezpośredni zarząd księcia. 21 stycznia 1293 r. Bolko I Surowy podarował ją mieszczaninowi lwóweckiemu Henrykowi Raussendorfowi. W 1424 r. Enede Raussendorf odsprzedał wieś swojemu siostrzeńcowi Nickelowi (Nikolowi) von Zedlitz. On lub jego potomkowie zbudowali w Radłówce murowany, dwór obronny, który otoczono wałem i podwójną fosą. W 1480 r. Stephan Förster z Pławnej Górnej sprzedał folwark w Radłówce za 400 marek braciom Nikolowi i Sigismundowi von Zedlitz. W 1486 r. Sigismund zapisał swojej żonie Margarecie 14 marek rocznej renty z Radłówki. W roku 1500 Sigismund von Zedlitz sprzedał Radłówkę Lwówkowi Śląskiemu. Radłówka była niszczona podczas wojen husyckich i wojny trzydziestoletniej. W latach 1567–1568  większość mieszkańców zmarła podczas zarazy. W XVIII wieku Radłówka przeżywała okres rozwoju. W roku 1784 we wsi stały 95 domy, z których 51 zostało wybudowanych po roku 1765. Do wsi w XIX w. należał kamieniołom wytwarzający cenione kamienie młyńskie. 21 lipca 1893 całą wieś strawił pożar. W 1897 Radłówka została zalana przez powódź. W 1904 r. poprowadzono przez wieś linię kolejową, z przystankiem Radłówka. Po 1945 r. Radłówka pozostała wsią rolniczą. 
W XX wieku liczba ludności wsi systematycznie malała:
| Rok             | 1820               | 1900 | 1936 | 1939 |
| Liczba ludności | 438 (bez Berlinka) | 514  | 438  | 421  |

Kolonia Berlinek liczyła w 1820 r. 232 osoby.
Radłówkę opisuje w swoich wspomnieniach „Mein langer Weg von Schlesien nach Gotha 1933–1950” i „Als Lehrer in Gotha/Thüringen 1950 – 1990” urodzony tutaj Heinz Scholz.

## Zabytki
Do wojewódzkiego rejestru zabytków wpisane są ruiny zamku z XVI w. W fosie okalającej ruiny zamku znajduje się pomnik pamięci poległych żołnierzy w I wojnie światowej.